# Формация Демополис
Формация Демополис (англ. Demopolis Chalk) — геологическая формация в Северной Америке, в штатах Алабама, Миссисипи и Теннесси, США. Мел сформирован пелагическими отложениями вдоль восточного края Миссисипской низменности в середине кампанского века позднего мелового периода. Входит в состав группы Сельма и состоит из верхней части Блуффпорт-Марл (англ. Bluffport Marl) и безымянной нижней части. Среди окаменелостей формации Демополис присутствуют динозавры и мозазавры.

## Фауна позвоночных

### Рыбы

#### Хрящевые рыбы
| Хрящевые рыбы формации Демополис | Хрящевые рыбы формации Демополис | Хрящевые рыбы формации Демополис | Хрящевые рыбы формации Демополис | Хрящевые рыбы формации Демополис |
| Род                              | Вид                              | Места                            | Примечания                       | Изображения                      |
| -------------------------------- | -------------------------------- | -------------------------------- | -------------------------------- | -------------------------------- |
| Неопр. Chimaeriformes            |                                  | Алабама                          |                                  |                                  |
| Cretolamna                       | C. appendiculata                 | Алабама                          | Представитель Otodontidae        |                                  |
| Ischyrhiza                       | I. mira                          | Алабама                          | Представитель Sclerorhynchidae   |                                  |
| Scapanorhynchus                  | S. texanus                       | Алабама                          | Представитель Mitsukurinidae     |                                  |
| Serratolamna                     | S. serrata?                      | Алабама                          | Ламнообразная акула              |                                  |
| Squalicorax                      | S. kaupi                         | Алабама                          | Представители Anacoracidae       |                                  |
| Squalicorax                      | S. pristodontus                  | Алабама                          | Представители Anacoracidae       |                                  |
| Squalicorax                      | S. sp.                           | Алабама                          | Представители Anacoracidae       |                                  |

#### Костные рыбы
| Костные рыбы формации Демополис | Костные рыбы формации Демополис | Костные рыбы формации Демополис | Костные рыбы формации Демополис             | Костные рыбы формации Демополис |
| Род                             | Вид                             | Места                           | Примечания                                  | Изображения                     |
| ------------------------------- | ------------------------------- | ------------------------------- | ------------------------------------------- | ------------------------------- |
| Enchodus                        | E. ferox                        | Алабама                         | Представители Enchodontidae                 |                                 |
| Enchodus                        | E. gladiolus                    | Алабама                         | Представители Enchodontidae                 |                                 |
| Enchodus                        | E. petrosus                     | Алабама                         | Представители Enchodontidae                 |                                 |
| Protosphyraena                  | P. sp.                          | Алабама                         | Представитель Pachycormiformes              |                                 |
| Saurodon                        | S. sp.                          | Алабама                         | Представитель Ichthyodectiformes            |                                 |
| Stratodus                       | S. sp.                          | Алабама                         | Представитель аулопообразных (Aulopiformes) |                                 |
| Xiphactinus                     | X. vetus                        |                                 | Представитель Ichthyodectidae               |                                 |

### Рептилии

#### Динозавры
В Теннесси обнаружены остатки неопределённого гадрозаврида. В Алабаме найдены остатки, принадлежащие, вероятно, тираннозавриду.
| Динозавры формации Демополис | Динозавры формации Демополис | Динозавры формации Демополис         | Динозавры формации Демополис      | Динозавры формации Демополис |
| Род                          | Вид                          | Места                                | Примечания                        | Изображения                  |
| ---------------------------- | ---------------------------- | ------------------------------------ | --------------------------------- | ---------------------------- |
| Appalachiosaurus             | A. montgomeriensis           | Географически представлен в Алабаме. | Тираннозавроид (Tyrannosauroidea) |                              |

#### Крокодилы
| Крокодилы формации Демополис | Крокодилы формации Демополис | Крокодилы формации Демополис | Крокодилы формации Демополис     | Крокодилы формации Демополис |
| Род                          | Вид                          | Места                        | Примечания                       | Изображения                  |
| ---------------------------- | ---------------------------- | ---------------------------- | -------------------------------- | ---------------------------- |
| Borealosuchus                | B. sp.                       | Алабама                      | Представитель эузухий (Eusuchia) |                              |

#### Мозазавры
| Мозазавры формации Демополис | Мозазавры формации Демополис | Мозазавры формации Демополис | Мозазавры формации Демополис    | Мозазавры формации Демополис |
| Род                          | Вид                          | Места                        | Примечания                      | Изображения                  |
| ---------------------------- | ---------------------------- | ---------------------------- | ------------------------------- | ---------------------------- |
| Clidastes                    | C. propython                 | Алабама                      | Представитель Mosasaurinae      |                              |
| Halisaurus                   | H. sp.                       | Алабама                      | Представитель Halisaurina       |                              |
| Mosasaurus                   | M. conodon                   | Алабама                      | Представители Mosasaurinae      |                              |
| Mosasaurus                   | M. cf. missouriensis         | Алабама                      | Представители Mosasaurinae      |                              |
| Platecarpus                  | P. cf. somenensis            | Алабама                      | Представитель Plioplatecarpinae |                              |
| Plioplatecarpus              | P. primaevus                 |                              | Представитель Plioplatecarpinae |                              |
| Prognathodon                 | P. rapax                     |                              | Представители Mosasaurinae      |                              |
| Prognathodon                 | P. cf. solvayi               |                              | Представители Mosasaurinae      |                              |
| Tylosaurus                   | T. sp.                       | Алабама                      | Представитель Tylosaurinae      |                              |

#### Черепахи
| Черепахи формации Демополис | Черепахи формации Демополис | Черепахи формации Демополис                      | Черепахи формации Демополис               | Черепахи формации Демополис |
| Род                         | Вид                         | Места                                            | Примечания                                | Изображения                 |
| --------------------------- | --------------------------- | ------------------------------------------------ | ----------------------------------------- | --------------------------- |
| Asmodochelys                | A. parhami                  | Географически представлен в Алабаме и Миссисипи. | Морская черепаха семейства Ctenochelyidae |                             |
| Chedighaii                  | C. barberi                  | Алабама                                          | Представитель Bothremydidae               |                             |
| Ctenochelys                 | C. cf. tennuitesta          | Алабама                                          | Представитель Ctenochelyidae              |                             |
| Prionochelys                | P. matutina?                | Алабама                                          | Представитель Ctenochelyidae              |                             |
| Protostega                  | P. gigas                    | Алабама                                          | Протостегид (Protostegidae)               |                             |